# Radar Doppler Multifunction
Le Radar Doppler Multifonction (RDM), également connu sous le nom de Cyrano 5, est un radar Doppler pulsé multimode français développé par Thomson-CSF (maintenant Thales) pour les premiers exemplaires de l'avion de chasse Mirage 2000 et pour ses variantes destinées à l'exportation. Il est une évolution du Cyrano IV utilisé sur le Mirage F-1. Ce radar a ensuite évolué vers le RDI (Radar Doppler à Impulsions), un radar air-air spécialisé pour les intercepteurs Mirage 2000, et vers le RDY multi-cible (Radar Doppler Multi-cible), capable de suivre plusieurs cibles simultanément et doté de modes air-sol supplémentaires.

## Histoire
Le premier prototype du RDM a volé en janvier 1980 et les livraisons du modèle de production ont commencé début 1983. Thomson a financé le développement du RDM à partir du Cyrano IV pour un coût de 350 millions de francs. La version RDI destinée à l'interception aérienne a été financée par le gouvernement français. Le RDM était à l'origine destiné aux Mirage 2000 destinés à l'exportation et aux 50 premiers exemplaires pour l'Armée de l'Air française; les 150 Mirage 2000C français suivant devant être équipés du RDI. Au final, seuls 37 avions seront équipés du RDM, le premier RDI de production est livré en décembre 1986.
Les deux radars sont interchangeables dans l'appareil, mais ils ont peu de choses en commun électroniquement; la plus grande différence est que le RDI augmente la portée en mode Doppler pulsé de 37 km à 93 km pour la détection vers le bas et le tir vers le haut, et permet d'utiliser la version améliorée du missile Super 530D. Apparemment l'Armée de l'Air aurait préféré attendre que le RDI soit prêt pour disposer d'une flotte entièrement équipée de RDI, mais le gouvernement a insisté pour qu'elle réceptionne des avions avec le RDM afin de le commercialiser à l'étranger comme le radar de première ligne de la France.

## Conception
Le RDM opère dans la bande X avec un émetteur à tube à ondes progressives cohérent et une antenne Cassegrain inversée de 655 mm de diamètre. Le RDM fonctionne en mode défense aérienne/supériorité aérienne, attaque et modes air-mer. Dans son rôle air-air, le système peut effectuer des recherches vers le haut ou vers le bas, déterminer la distance vers la cible et la traquer tout en continuant le balayage, fournir un suivi continu, générer des signaux de visée pour le combat aérien et calculer les enveloppes d'attaque et de tir. Pour son rôle d'attaque au sol, il fournit une cartographie en temps réel, une mise à jour de la navigation, une cartographie du relief, évitement de terrain, une descente en aveugle, une distance air-sol et des informations sur les cibles mobiles au sol.
Dans son rôle maritime, le RDM offre une recherche à longue portée, un suivi de cible en continuant le balayage et un suivi en continu, et peut désigner des cibles pour des missiles actifs. Pour le combat air-air, le RDM offre une couverture conique de 120°, l'antenne balayant à une vitesse de 50 ou 100°/s, avec un balayage de ±60, ±30 ou ±15°. Pour le combat aérien au canon, le faisceau de 3,5° peut être verrouillé sur la cible jusqu'à une portée de 19 km, avec un suivi automatique dans le champ de vision du viseur tête haute, ou dans une zone de "super-recherche", ou dans un mode de recherche verticale. Les options comprennent un illuminateur à onde continue et un affinage du faisceau Doppler. Des contre-contre-mesures électroniques complètes sont incorporées.
D'après son concepteur, le RDM pourrait être capable de détecter 90% des cibles de la taille d'un chasseur avec une SER de 5 m² jusqu'à 93 km par temps clair en utilisant un mode de recherche à quatre barres sur 120° en azimut, et jusqu'à 111 km avec un mode à une seule barre sur 30° en azimut, cette détection diminuant à 37 km en mode Doppler pulsé de recherche vers le bas. Le RDI utilise une fréquence de répétition d'impulsions plus élevée pour son rôle d'intercepteur, augmentant la portée par temps clair à environ 122 km, et une portée de 93 km est possible en mode de recherche vers le bas.